# عیش و نیستی
عیش و نیستی (به فرانسوی: Le Sexe et le néant) نمایشنامه‌ای از تیری مونیه است. 

## در ایران
این نمایشنامه با ترجمهٔ ابوالحسن نجفی از سوی نشر نیلوفر در سال ۱۳۷۹ منتشر شد. این نمایش به کارگردانی ایرج راد و جابر حسینی و حمیدرضا زلقی روی صحنه رفته‌است.
همچنین یک تله‌تئاتر به‌کارگردانی هادی مرزبان بر اساس این نمایش‌نامه ساخته شده است.